# ミッド・アンド・イースト・アントリム
座標: 北緯54度49分41秒 西経6度04分41秒 / 北緯54.828度 西経6.078度
ミッド・アンド・イースト・アントリム(英語：Mid and East Antrim)は、イギリスの北アイルランド北東部の行政区。
中心都市はバリーミーナ。
2015年の人口は13万7145人、面積は1045.66km2、人口密度は131.2人/km2。
2015年4月1日に、バリーミーナ区とラーン区、キャリクファーガス区を合併して設置された。

## 人口
- 1991年6月30日：11万9500人
- 2001年6月30日：12万7500人
- 2011年6月30日：13万5365人
- 2015年6月30日：13万7145人

## 隣接行政区
- 北：コーズウェー・コースト・アンド・グランス
- 東：アイリッシュ海
- 南：アントリム・アンド・ニュータウンアベイ
- 西：ミッド・アルスター

## 地理
東はアントリム海岸から西はバン川に広がる。
アントリム海岸及びグレンス特別自然美観地域の南部を占める。